# 威廉二世 (尼德兰)
威廉二世（Willem II，全名威廉·弗雷德里克·乔治·路德维克，荷蘭語：Willem Frederik George Lodewijk，1792年12月6日—1849年3月17日），尼德蘭国王兼林堡公爵和卢森堡大公，1840年至1849年在位。

## 生平
1792年生于海牙，为荷兰共和国执政威廉五世的孙子。2岁时因法军入境随家人流亡至英国。他青少年时在柏林的普鲁士宫廷长大。后在普鲁士军队服役。之后就读牛津大学。后加入英军，作為名將威靈頓公爵的副官之一，参加了半岛战争。1815年他在滑鐵盧戰役中負傷，荷蘭人民為了感謝他在滑鐵盧勝利的貢獻，將苏斯特代克宫贈與他。因為他的勇敢和良好天性，他在英軍服役時很受英國人歡迎，被暱稱為「修長的比利」（Slender Billy）。
1806年，其父威廉一世（当时称威廉六世）即奥兰治亲王位，並在1813年回国接受人民的擁戴而成為主權領主。1815年，尼德兰王国成立，威廉一世称荷兰国王，其子威廉二世则为奥兰治亲王，定居在南方中心的布魯塞爾。
因為他的親切及溫和，他在南部的比利時地區擁有相當高的人氣和支持度，所以當1830年比利時獨立運動爆發後，他盡最大努力在當地首府布魯塞爾協商，試圖讓比利時諸省獲得行政自治權，來維持尼德蘭王國的整體合一，然而最終仍歸於失敗。他不得不在1831年率領荷蘭軍去鎮壓比利時的獨立運動，結果卻因為法國立即的出兵干預，以及英國支持比利時獨立的表態，荷蘭最終在1839年倫敦條約承認比利時。
1840年其父威廉一世禅位于他。1848年革命时，屈从于自由派（領袖為托爾貝克）之要求，承认了限制王权的宪法修订，並任命托爾貝克為首相。荷蘭因此脫離君主專制，成為君主立憲制。第二年1849年猝死于北布拉班特的蒂尔堡。
此外，他在鸦片战争后的1844年向日本的幕府将军德川家庆写过一封劝告其开国的国书，但翌年为江户幕府所拒绝。

## 婚姻與子女
1813年當威廉二世仍在英國陸軍服役時，英國的攝政王喬治四世鑒於拿破崙戰爭已朝向有利於英國這一方，開始考慮戰後歐陸的格局與英荷聯盟事宜。喬治四世因此計畫讓英國王位的推定繼承人──自己唯一的子嗣夏洛特公主，與仍為奧倫治世襲王子的威廉二世結婚。英荷王室的聯姻，將使兩國在未來成為共主邦聯，成為英荷歷史上繼1689-1702年威廉三世一度統治英荷兩國之後，再次因聯姻而統合起來（形式上）。不過，鑑於英荷兩國不同的民族情感與歷史歧異，聯姻計畫也被詳細談妥：未來威廉二世與夏洛特公主的子嗣中，長子將繼承英國王位，而次子將繼承尼德蘭王位，確保兩國有各自的繼承人而不會再統合。
但是，雖然夏洛特公主最初願意接受婚事，並於1814年6月10日簽訂婚約，卻因為夏洛特的母親──威爾斯親王妃卡羅琳反對此樁婚配，加上夏洛特不願移居荷蘭，因此公主不久即拒絕婚事，兩國聯姻告吹。夏洛特後來在自身的意願下，於1816年如願下嫁薩克森-科堡-薩爾菲德的利奧波德（1831年成為比利時開國君王利奧波德一世）。
1815年尼德蘭王國成立後，威廉在1816年2月21日，與俄羅斯女大公安娜·巴甫洛芙娜結婚（安娜是俄國沙皇亞歷山大一世最小的妹妹），婚禮在聖彼得堡冬宮的禮拜堂舉行。亞歷山大一世打算藉由此婚姻，讓俄羅斯與尼德蘭兩國密切結盟。
威廉二世與安娜共有五名子女：
- 尼德蘭國王威廉三世（1817—1890年），1849年至1890年在位。
- 亚历山大王子（1818—1848年），威廉二世最喜愛的兒子，小名為「Sascha」。
- 亨利王子（1820—1879），第一次婚姻娶了薩克森-魏瑪-艾森納赫大公卡爾·奧古斯特之孫女阿梅莉阿，第二次婚姻娶了普魯士公主瑪麗，兩次婚姻都沒有子嗣。
- 恩斯特·卡西米尔王子（1822年—1822年），出生未周年夭折。
- 索菲公主（1824—1897年），嫁給薩克森-魏瑪-艾森納赫大公卡爾·亞歷山大。

## 性傾向傳言
有報導指出，威廉二世是個雙性戀者。根據傳媒作家埃勒特·米特（Eillert Meeter）的指稱，威廉二世不管是擔任奧蘭治親王還是登基王位之後，都和男性友人發展出超友誼關係。埃勒特說：「國王身邊總是圍繞著男性寵臣，其中有幾個因為『糟糕的動機』，不但無法解雇，還必須讓他們擔任要職。」而在1819年，尼德蘭的司法部長馮·曼恩也在信中說威廉可能有「可恥且不正常的慾望」──雙性戀傾向。

## 注脚
1. ↑  Hofschröer, Peter,《1815, The Waterloo Campaign, The German Victory》, p137, p200.
2. ↑  Chambers, James (2007). Charlotte and Leopold. London: Old Street Publishing, pp. 68-83.
3. ↑  Plowden, Alison (1989). Caroline and Charlotte. London: Sidgwick & Jackson, pp. 149–150.
4. ↑  Mirry. . royalehuwelijken.blogspot.nl.   [2015-01-15]. （原始内容存档于2013-09-21）.
5. ↑  Hermans, Dorine and Hooghiemstra, Daniela: Voor de troon wordt men niet ongestrafd geboren, ooggetuigen van de koningen van Nederland 1830–1890, ISBN 978-90-351-3114-9, 2007.